# Campeonato Europeo Femenino Sub-17 de la UEFA 2012-13
El Campeonato Europeo Femenino Sub-17 de la UEFA 2013 fue la sexta edición de este torneo organizado por la UEFA. Fue la última edición bajo formato de cuatro equipos clasificados a la fase final realizada en Nyon, Suiza.

## Primera Fase de Clasificación
Cuarenta y cuatro selecciones entraron en esta ronda. Hubo once grupos de cuatro países cada uno. Las ganadoras de cada grupo (11) y las cinco mejores segundos pasan a la segunda fase de clasificación (16). La fase final del torneo, estaba compuesta por cuatro conjuntos. 
El sorteo se realizó el 15 de noviembre de 2011 en Nyon, Suiza. 
En cursiva, los países que fueron sede del grupo.

### Grupo 1
| Equipo   | Pts | PJ | PG | PE | PP | GF | GC | Dif |
| -------- | --- | -- | -- | -- | -- | -- | -- | --- |
| Suiza    | 9   | 3  | 3  | 0  | 0  | 21 | 1  | 20  |
| Bélgica  | 6   | 3  | 2  | 0  | 1  | 18 | 2  | 16  |
| Bulgaria | 3   | 3  | 1  | 0  | 2  | 1  | 20 | -19 |
| Moldavia | 0   | 3  | 0  | 0  | 3  | 0  | 17 | -17 |

| 19 de octubre de 2012, 11:00 | Suiza | 11:0    | Bulgaria | District Sport Complex, Orhei, Moldavia |                                   |
|                              |       | Reporte |          | Árbitro(s): Vesna Mladin, Croacia       | Árbitro(s): Vesna Mladin, Croacia |

| 19 de octubre de 2012, 14:00 | Bélgica | 8:0     | Moldavia | CPSM, Vadul lui Voda, Moldavia         |                                        |
|                              |         | Reporte |          | Árbitro(s): Beatriz Gil Gozalo, España | Árbitro(s): Beatriz Gil Gozalo, España |

| 21 de octubre de 2012, 11:00 | Bulgaria | 0:9     | Bélgica | District Sport Complex, Orhei, Moldavia   |                                           |
|                              |          | Reporte |         | Árbitro(s): Irina Turovskaya, Bielorrusia | Árbitro(s): Irina Turovskaya, Bielorrusia |

| 21 de octubre de 2012, 14:00 | Suiza | 8:0     | Moldavia | CPSM, Vadul lui Voda, Moldavia         |                                        |
|                              |       | Reporte |          | Árbitro(s): Beatriz Gil Gozalo, España | Árbitro(s): Beatriz Gil Gozalo, España |

| 24 de octubre de 2012, 11:00 | Bélgica | 1:2     | Suiza | Dinamo Auto, Ternovca, Moldavia   |                                   |
|                              |         | Reporte |       | Árbitro(s): Vesna Mladin, Croacia | Árbitro(s): Vesna Mladin, Croacia |

| 24 de octubre de 2012, 14:00 | Moldavia | 0:1     | Bulgaria | CPSM, Vadul lui Voda, Moldavia            |                                           |
|                              |          | Reporte |          | Árbitro(s): Irina Turovskaya, Bielorrusia | Árbitro(s): Irina Turovskaya, Bielorrusia |

### Grupo 2
| Equipo            | Pts | PJ | PG | PE | PP | GF | GC | Dif |
| ----------------- | --- | -- | -- | -- | -- | -- | -- | --- |
| Irlanda del Norte | 7   | 3  | 2  | 1  | 0  | 5  | 1  | 4   |
| Italia            | 6   | 3  | 2  | 0  | 1  | 9  | 2  | 7   |
| Inglaterra        | 4   | 3  | 1  | 1  | 1  | 6  | 4  | 2   |
| Israel            | 0   | 3  | 0  | 0  | 3  | 1  | 14 | -13 |

| 10 de septiembre de 2012, 15:30 | Italia | 5:0     | Israel | Solitude, Belfast, Irlanda del Norte  |                                       |
|                                 |        | Reporte |        | Árbitro(s): Silvia Domingos, Portugal | Árbitro(s): Silvia Domingos, Portugal |

| 10 de septiembre de 2012, 20:30 | Inglaterra | 0:0     | Irlanda del Norte | Solitude, Belfast, Irlanda del Norte    |                                         |
|                                 |            | Reporte |                   | Árbitro(s): Zuzana Strpkova, Eslovaquia | Árbitro(s): Zuzana Strpkova, Eslovaquia |

| 12 de septiembre de 2012, 15:00 | Inglaterra | 5:0     | Israel | Mill Meadow, Castledawson, Irlanda del Norte |                                       |
|                                 |            | Reporte |        | Árbitro(s): Silvia Domingos, Portugal        | Árbitro(s): Silvia Domingos, Portugal |

| 12 de septiembre de 2012, 20:30 | Irlanda del Norte | 1:0     | Italia | Mill Meadow, Castledawson, Irlanda del Norte |                                        |
|                                 |                   | Reporte |        | Árbitro(s): Ruzanna Petrosyan, Armenia       | Árbitro(s): Ruzanna Petrosyan, Armenia |

| 15 de septiembre de 2012, 20:30 | Italia | 4:1     | Inglaterra | Ballymena Showgrounds, Ballymena, Irlanda del Norte |                                         |
|                                 |        | Reporte |            | Árbitro(s): Zuzana Strpkova, Eslovaquia             | Árbitro(s): Zuzana Strpkova, Eslovaquia |

| 15 de septiembre de 2012, 20:30 | Israel | 1:4     | Irlanda del Norte | The Showgrounds, Coleraine, Irlanda del Norte |                                        |
|                                 |        | Reporte |                   | Árbitro(s): Ruzanna Petrosyan, Armenia        | Árbitro(s): Ruzanna Petrosyan, Armenia |

### Grupo 3
| Equipo               | Pts | PJ | PG | PE | PP | GF | GC | Dif |
| -------------------- | --- | -- | -- | -- | -- | -- | -- | --- |
| Francia              | 9   | 3  | 3  | 0  | 0  | 22 | 0  | 22  |
| Hungría              | 4   | 3  | 1  | 1  | 1  | 12 | 8  | 4   |
| Bosnia y Herzegovina | 4   | 3  | 1  | 1  | 1  | 8  | 8  | 0   |
| Lituania             | 0   | 3  | 0  | 0  | 3  | 0  | 26 | -26 |

| 1 de octubre de 2012, 12:00 | Francia | 5:0     | Bosnia y Herzegovina | Sūduva Stadium, Marijampole, Lituania      |                                            |
|                             |         | Reporte |                      | Árbitro(s): Konstantina Mpoumpouri, Grecia | Árbitro(s): Konstantina Mpoumpouri, Grecia |

| 1 de octubre de 2012, 15:00 | Hungría | 9:0     | Lituania | SRC Alytus, Alytus, Lituania                   |                                                |
|                             |         | Reporte |          | Árbitro(s): Tania Fernandes Morais, Luxemburgo | Árbitro(s): Tania Fernandes Morais, Luxemburgo |

| 3 de octubre de 2012, 12:00 | Bosnia y Herzegovina | 3:3     | Hungría | Sūduva Stadium, Marijampole, Lituania  |                                        |
|                             |                      | Reporte |         | Árbitro(s): Kamena Georgieva, Bulgaria | Árbitro(s): Kamena Georgieva, Bulgaria |

| 3 de octubre de 2012, 15:00 | Francia | 12:0    | Lituania | SRC Alytus, Alytus, Lituania                   |                                                |
|                             |         | Reporte |          | Árbitro(s): Tania Fernandes Morais, Luxemburgo | Árbitro(s): Tania Fernandes Morais, Luxemburgo |

| 6 de octubre de 2012, 12:00 | Hungría | 0:5     | Francia | Sūduva Stadium, Marijampole, Lituania          |                                                |
|                             |         | Reporte |         | Árbitro(s): Tania Fernandes Morais, Luxemburgo | Árbitro(s): Tania Fernandes Morais, Luxemburgo |

| 6 de octubre de 2012, 12:00 | Lituania | 0:5     | Bosnia y Herzegovina | SRC Alytus, Alytus, Lituania           |                                        |
|                             |          | Reporte |                      | Árbitro(s): Kamena Georgieva, Bulgaria | Árbitro(s): Kamena Georgieva, Bulgaria |

### Grupo 4
| Equipo          | Pts | PJ | PG | PE | PP | GF | GC | Dif |
| --------------- | --- | -- | -- | -- | -- | -- | -- | --- |
| República Checa | 9   | 3  | 3  | 0  | 0  | 9  | 0  | 9   |
| Islandia        | 6   | 3  | 2  | 0  | 1  | 8  | 3  | 5   |
| Eslovenia       | 3   | 3  | 1  | 0  | 2  | 3  | 7  | -4  |
| Estonia         | 0   | 3  | 0  | 0  | 3  | 1  | 11 | -10 |

| 6 de septiembre de 2012, 16:30 | República Checa | 3:0     | Estonia | Sportni Park, Beltinci, Eslovenia                                 |                                                                   |
|                                |                 | Reporte |         | Asistencia: 20 espectadores Árbitro(s): Eleni Lampadariou, Grecia | Asistencia: 20 espectadores Árbitro(s): Eleni Lampadariou, Grecia |

| 6 de septiembre de 2012, 16:30 | Islandia | 3:0     | Eslovenia | NK Odranci, Odranci, Eslovenia                                |                                                               |
|                                |          | Reporte |           | Asistencia: 60 espectadores Árbitro(s): Biljana Lukić, Serbia | Asistencia: 60 espectadores Árbitro(s): Biljana Lukić, Serbia |

| 8 de septiembre de 2012, 16:30 | República Checa | 4:0     | Eslovenia | Sportni Park, Beltinci, Eslovenia                             |                                                               |
|                                |                 | Reporte |           | Asistencia: 53 espectadores Árbitro(s): Biljana Lukić, Serbia | Asistencia: 53 espectadores Árbitro(s): Biljana Lukić, Serbia |

| 8 de septiembre de 2012, 16:30 | Estonia | 1:5     | Islandia | NK Odranci, Odranci, Eslovenia                                 |                                                                |
|                                |         | Reporte |          | Asistencia: 20 espectadores Árbitro(s): Olga Tanschi, Moldavia | Asistencia: 20 espectadores Árbitro(s): Olga Tanschi, Moldavia |

| 11 de septiembre de 2012, 16:30 | Eslovenia | 3:0     | Estonia | NK Odranci, Odranci, Eslovenia                                 |                                                                |
|                                 |           | Reporte |         | Asistencia: 70 espectadores Árbitro(s): Olga Tanschi, Moldavia | Asistencia: 70 espectadores Árbitro(s): Olga Tanschi, Moldavia |

| 11 de septiembre de 2012, 16:30 | Islandia | 0:2     | República Checa | Sportni Park, Beltinci, Eslovenia                                 |                                                                   |
|                                 |          | Reporte |                 | Asistencia: 42 espectadores Árbitro(s): Eleni Lampadariou, Grecia | Asistencia: 42 espectadores Árbitro(s): Eleni Lampadariou, Grecia |

### Grupo 5
| Equipo              | Pts | PJ | PG | PE | PP | GF | GC | Dif |
| ------------------- | --- | -- | -- | -- | -- | -- | -- | --- |
| Dinamarca           | 9   | 3  | 3  | 0  | 0  | 12 | 0  | 12  |
| Serbia              | 6   | 3  | 2  | 0  | 1  | 7  | 8  | -1  |
| Escocia             | 3   | 3  | 1  | 0  | 2  | 9  | 5  | 4   |
| Macedonia del Norte | 0   | 3  | 0  | 0  | 3  | 0  | 15 | -15 |

| 29 de septiembre de 2012, 15:00 | Dinamarca | 4:0     | Macedonia | Stadion Mladost, Strumica, República de Macedonia |                                    |
|                                 |           | Reporte |           | Árbitro(s): Justyna Zajac, Polonia                | Árbitro(s): Justyna Zajac, Polonia |

| 29 de septiembre de 2012, 15:00 | Escocia | 2:3     | Serbia | FC Turnovo, Strumica, República de Macedonia |                                       |
|                                 |         | Reporte |        | Árbitro(s): Marta Frias Acedo, España        | Árbitro(s): Marta Frias Acedo, España |

| 1 de octubre de 2012, 15:00 | Dinamarca | 6:0     | Serbia | Stadion Mladost, Strumica, República de Macedonia |                                       |
|                             |           | Reporte |        | Árbitro(s): Marta Frias Acedo, España             | Árbitro(s): Marta Frias Acedo, España |

| 1 de octubre de 2012, 14:00 | Macedonia | 0:7     | Escocia | FC Turnovo, Strumica, República de Macedonia |                                       |
|                             |           | Reporte |         | Árbitro(s): Svetlana Cebanu, Moldavia        | Árbitro(s): Svetlana Cebanu, Moldavia |

| 4 de octubre de 2012, 15:00 | Escocia | 0:2     | Dinamarca | Stadion Mladost, Strumica, República de Macedonia |                                    |
|                             |         | Reporte |           | Árbitro(s): Justyna Zajac, Polonia                | Árbitro(s): Justyna Zajac, Polonia |

| 4 de octubre de 2012, 15:00 | Serbia | 4:0     | Macedonia | FC Turnovo, Strumica, República de Macedonia |                                       |
|                             |        | Reporte |           | Árbitro(s): Svetlana Cebanu, Moldavia        | Árbitro(s): Svetlana Cebanu, Moldavia |

### Grupo 6
Originalmente fijado el 29 de octubre, fue aplazado por un día debido a las malas condiciones meteorológicas.
| Equipo     | Pts | PJ | PG | PE | PP | GF | GC | Dif |
| ---------- | --- | -- | -- | -- | -- | -- | -- | --- |
| Suecia     | 7   | 3  | 2  | 1  | 0  | 18 | 3  | 15  |
| Austria    | 7   | 3  | 2  | 1  | 0  | 16 | 3  | 13  |
| Azerbaiyán | 3   | 3  | 1  | 0  | 2  | 8  | 11 | -3  |
| Croacia    | 0   | 3  | 0  | 0  | 3  | 0  | 25 | -25 |

| 30 de octubre de 2012, 11:00 | Suecia | 9:0     | Croacia |                                   |                                   |
|                              |        | Reporte |         | Árbitro(s): Eszter Urban, Hungría | Árbitro(s): Eszter Urban, Hungría |

| 30 de octubre de 2012, 15:00 | Austria | 4:1     | Azerbaiyán | Sportzentrum Türkenhaul, Purbach am See, Austria |                                        |
|                              |         | Reporte |            | Árbitro(s): Virginie Derouaux, Bélgica           | Árbitro(s): Virginie Derouaux, Bélgica |

| 1 de noviembre de 2012, 11:00 | Suecia | 7:1     | Azerbaiyán |                                       |                                       |
|                               |        | Reporte |            | Árbitro(s): Irina Tereshchenko, Rusia | Árbitro(s): Irina Tereshchenko, Rusia |

| 1 de noviembre de 2012, 15:00 | Croacia | 0:10    | Austria | Sportzentrum Türkenhaul, Purbach am See, Austria |                                        |
|                               |         | Reporte |         | Árbitro(s): Virginie Derouaux, Bélgica           | Árbitro(s): Virginie Derouaux, Bélgica |

| 3 de noviembre de 2012, 11:00 | Azerbaiyán | 6:0     | Croacia |                                       |                                       |
|                               |            | Reporte |         | Árbitro(s): Irina Tereshchenko, Rusia | Árbitro(s): Irina Tereshchenko, Rusia |

| 3 de noviembre de 2012, 14:30 | Austria | 2:2     | Suecia |                                   |                                   |
|                               |         | Reporte |        | Árbitro(s): Eszter Urban, Hungría | Árbitro(s): Eszter Urban, Hungría |

### Grupo 7
| Equipo   | Pts | PJ | PG | PE | PP | GF | GC | Dif |
| -------- | --- | -- | -- | -- | -- | -- | -- | --- |
| Alemania | 7   | 3  | 2  | 1  | 0  | 13 | 2  | 11  |
| Rusia    | 6   | 3  | 2  | 0  | 1  | 9  | 9  | 0   |
| Grecia   | 4   | 3  | 1  | 1  | 1  | 3  | 3  | 0   |
| Rumania  | 0   | 3  | 0  | 0  | 3  | 1  | 12 | -11 |

| 29 de octubre de 2012, 12:30 | Rusia | 6:1     | Rumania | Estadio Makedonikos, Salónica, Grecia                |                                                      |
|                              |       | Reporte |         | Árbitro(s): Ivana Projkovska, República de Macedonia | Árbitro(s): Ivana Projkovska, República de Macedonia |

| 29 de octubre de 2012, 14:30 | Alemania | 1:1     | Grecia | Estadio Kaftanzoglio, Salónica, Grecia |                                     |
|                              |          | Reporte |        | Árbitro(s): Berta Tavares, Portugal    | Árbitro(s): Berta Tavares, Portugal |

| 31 de octubre de 2012, 12:30 | Alemania | 5:0     | Rumania | Estadio Makedonikos, Salónica, Grecia                |                                                      |
|                              |          | Reporte |         | Árbitro(s): Ivana Projkovska, República de Macedonia | Árbitro(s): Ivana Projkovska, República de Macedonia |

| 31 de octubre de 2012, 14:30 | Grecia | 1:2     | Rusia | Estadio Kaftanzoglio, Salónica, Grecia |                                        |
|                              |        | Reporte |       | Árbitro(s): Désirée Grundbacher, Suiza | Árbitro(s): Désirée Grundbacher, Suiza |

| 3 de noviembre de 2012, 13:00 | Rusia | 1:7     | Alemania | Estadio Makedonikos, Salónica, Grecia |                                     |
|                               |       | Reporte |          | Árbitro(s): Berta Tavares, Portugal   | Árbitro(s): Berta Tavares, Portugal |

| 3 de noviembre de 2012, 13:00 | Rumania | 0:1     | Grecia | Estadio Kaftanzoglio, Salónica, Grecia |                                        |
|                               |         | Reporte |        | Árbitro(s): Désirée Grundbacher, Suiza | Árbitro(s): Désirée Grundbacher, Suiza |

### Grupo 8
| Equipo       | Pts | PJ | PG | PE | PP | GF | GC | Dif |
| ------------ | --- | -- | -- | -- | -- | -- | -- | --- |
| Países Bajos | 9   | 3  | 3  | 0  | 0  | 42 | 0  | 42  |
| Montenegro   | 6   | 3  | 2  | 0  | 1  | 5  | 16 | -11 |
| Ucrania      | 3   | 3  | 1  | 0  | 2  | 6  | 17 | -11 |
| Kazajistán   | 0   | 3  | 0  | 0  | 3  | 1  | 21 | -20 |

| 20 de octubre de 2012, 14:30 | Holanda | 15:0    | Montenegro | Sportpark Ezinge, Meppel, Países Bajos |                                        |
|                              |         | Reporte |            | Árbitro(s): Evgenia Kaskantiri, Grecia | Árbitro(s): Evgenia Kaskantiri, Grecia |

| 20 de octubre de 2012, 16:30 | Ucrania | 6:0     | Kazajistán | Sportpark Oostenburg, Oosterwolde, Países Bajos |                                          |
|                              |         | Reporte |            | Árbitro(s): Kristina Husballe, Dinamarca        | Árbitro(s): Kristina Husballe, Dinamarca |

| 22 de octubre de 2012, 14:30 | Montenegro | 1:0     | Ucrania | Sportpark Ezinge, Meppel, Países Bajos      |                                             |
|                              |            | Reporte |         | Árbitro(s): Agnieszka Plaskocinska, Polonia | Árbitro(s): Agnieszka Plaskocinska, Polonia |

| 22 de octubre de 2012, 16:30 | Holanda | 11:0    | Kazajistán | Sportpark Oostenburg, Oosterwolde, Países Bajos |                                          |
|                              |         | Reporte |            | Árbitro(s): Kristina Husballe, Dinamarca        | Árbitro(s): Kristina Husballe, Dinamarca |

| 25 de octubre de 2012, 15:00 | Ucrania | 0:16    | Holanda | Sportpark Ezinge, Meppel, Países Bajos |                                        |
|                              |         | Reporte |         | Árbitro(s): Evgenia Kaskantiri, Grecia | Árbitro(s): Evgenia Kaskantiri, Grecia |

| 25 de octubre de 2012, 15:00 | Kazajistán | 1:4     | Montenegro | Sportpark Oostenburg, Oosterwolde, Países Bajos |                                             |
|                              |            | Reporte |            | Árbitro(s): Agnieszka Plaskocinska, Polonia     | Árbitro(s): Agnieszka Plaskocinska, Polonia |

### Grupo 9
| Equipo      | Pts | PJ | PG | PE | PP | GF | GC | Dif |
| ----------- | --- | -- | -- | -- | -- | -- | -- | --- |
| Irlanda     | 9   | 3  | 3  | 0  | 0  | 12 | 1  | 11  |
| Finlandia   | 6   | 3  | 2  | 0  | 1  | 15 | 2  | 13  |
| Bielorrusia | 3   | 3  | 1  | 0  | 2  | 4  | 7  | -3  |
| Georgia     | 0   | 3  | 0  | 0  | 3  | 1  | 22 | -21 |

| 1 de octubre de 2012, 14:00 | Irlanda | 3:0     | Bielorrusia | Gorodskoi, Molodechno, Bielorrusia  |                                     |
|                             |         | Reporte |             | Árbitro(s): Cristina Bujor, Rumania | Árbitro(s): Cristina Bujor, Rumania |

| 1 de octubre de 2012, 14:00 | Finlandia | 11:0    | Georgia | Estadio Dinamo-Yuni, Minsk, Bielorrusia   |                                           |
|                             |           | Reporte |         | Árbitro(s): Sabayel Gurbanova, Azerbaiyán | Árbitro(s): Sabayel Gurbanova, Azerbaiyán |

| 3 de octubre de 2012, 14:00 | Irlanda | 7:0     | Georgia | Estadio Tarpeda, Minsk, Bielorrusia       |                                           |
|                             |         | Reporte |         | Árbitro(s): Sabayel Gurbanova, Azerbaiyán | Árbitro(s): Sabayel Gurbanova, Azerbaiyán |

| 3 de octubre de 2012, 14:00 | Bielorrusia | 0:3     | Finlandia | Gorodskoi, Molodechno, Bielorrusia            |                                               |
|                             |             | Reporte |           | Árbitro(s): Ivana Vlaić, Bosnia y Herzegovina | Árbitro(s): Ivana Vlaić, Bosnia y Herzegovina |

| 6 de octubre de 2012, 14:00 | Finlandia | 1:2     | Irlanda | Estadio Tarpeda, Minsk, Bielorrusia |                                     |
|                             |           | Reporte |         | Árbitro(s): Cristina Bujor, Rumania | Árbitro(s): Cristina Bujor, Rumania |

| 6 de octubre de 2012, 14:00 | Georgia | 1:4     | Bielorrusia | Gorodskoi, Molodechno, Bielorrusia            |                                               |
|                             |         | Reporte |             | Árbitro(s): Ivana Vlaić, Bosnia y Herzegovina | Árbitro(s): Ivana Vlaić, Bosnia y Herzegovina |

### Grupo 10
| Equipo  | Pts | PJ | PG | PE | PP | GF | GC | Dif |
| ------- | --- | -- | -- | -- | -- | -- | -- | --- |
| Noruega | 9   | 3  | 3  | 0  | 0  | 18 | 1  | 17  |
| Turquía | 6   | 3  | 2  | 0  | 1  | 4  | 5  | -1  |
| Gales   | 3   | 3  | 1  | 0  | 2  | 4  | 7  | -3  |
| Letonia | 0   | 3  | 0  | 0  | 3  | 0  | 13 | -13 |

| 28 de agosto de 2012, 12:00 | Gales | 0:2     | Turquía | Sport Centre Arkadija Stadium, Riga, Letonia |                                         |
|                             |       | Reporte |         | Árbitro(s): Irina Gavrilova, Kazajistán      | Árbitro(s): Irina Gavrilova, Kazajistán |

| 28 de agosto de 2012, 18:00 | Noruega | 8:0     | Letonia | Sport Centre Arkadija Stadium, Riga, Letonia |                                      |
|                             |         | Reporte |         | Árbitro(s): Nelli Stepanyan, Armenia         | Árbitro(s): Nelli Stepanyan, Armenia |

| 30 de agosto de 2012, 12:00 | Noruega | 5:1     | Turquía | Sport Centre Arkadija Stadium, Riga, Letonia |                                         |
|                             |         | Reporte |         | Árbitro(s): Irina Gavrilova, Kazajistán      | Árbitro(s): Irina Gavrilova, Kazajistán |

| 30 de agosto de 2012, 18:00 | Letonia | 0:4     | Gales | Sport Centre Arkadija Stadium, Riga, Letonia |                                          |
|                             |         | Reporte |       | Árbitro(s): Vivian Peeters, Países Bajos     | Árbitro(s): Vivian Peeters, Países Bajos |

| 2 de septiembre de 2012, 16:00 | Gales | 0:5     | Noruega | Ogre Pilsētas Stadions, Ogre, Letonia |                                      |
|                                |       | Reporte |         | Árbitro(s): Nelli Stepanyan, Armenia  | Árbitro(s): Nelli Stepanyan, Armenia |

| 2 de septiembre de 2012, 16:00 | Turquía | 1:0     | Letonia | Sport Centre Arkadija Stadium, Riga, Letonia |                                          |
|                                |         | Reporte |         | Árbitro(s): Vivian Peeters, Países Bajos     | Árbitro(s): Vivian Peeters, Países Bajos |

### Grupo 11
| Equipo      | Pts | PJ | PG | PE | PP | GF | GC | Dif |
| ----------- | --- | -- | -- | -- | -- | -- | -- | --- |
| España      | 9   | 3  | 3  | 0  | 0  | 15 | 0  | 15  |
| Polonia     | 6   | 3  | 2  | 0  | 1  | 7  | 3  | 4   |
| Eslovaquia  | 3   | 3  | 1  | 0  | 2  | 4  | 9  | -5  |
| Islas Feroe | 0   | 3  | 0  | 0  | 3  | 1  | 15 | -14 |

| 3 de septiembre de 2012, 11:00 | España | 8:0     | Islas Feroe | Stiavnicky Stadion, Banska Bystrica, Eslovaquia |                                     |
|                                |        | Reporte |             | Árbitro(s): Kadriye Gökcek, Turquía             | Árbitro(s): Kadriye Gökcek, Turquía |

| 3 de septiembre de 2012, 16:30 | Polonia | 4:0     | Eslovaquia | Stiavnicky Stadion, Banska Bystrica, Eslovaquia |                                    |
|                                |         | Reporte |            | Árbitro(s): Iryna Petrova, Ucrania              | Árbitro(s): Iryna Petrova, Ucrania |

| 5 de septiembre de 2012, 11:00 | España | 4:0     | Eslovaquia | Mestsky, Brezno, Eslovaquia        |                                    |
|                                |        | Reporte |            | Árbitro(s): Iryna Petrova, Ucrania | Árbitro(s): Iryna Petrova, Ucrania |

| 5 de septiembre de 2012, 16:30 | Islas Feroe | 0:3     | Polonia | Mestsky, Brezno, Eslovaquia          |                                      |
|                                |             | Reporte |         | Árbitro(s): Tanja Subotič, Eslovenia | Árbitro(s): Tanja Subotič, Eslovenia |

| 8 de septiembre de 2012, 11:00 | Polonia | 0:3     | España | TJ Sokol, Dolná Ždaňa, Eslovaquia   |                                     |
|                                |         | Reporte |        | Árbitro(s): Kadriye Gökcek, Turquía | Árbitro(s): Kadriye Gökcek, Turquía |

| 8 de septiembre de 2012, 11:00 | Eslovaquia | 4:1     | Islas Feroe | ŠK Kremnička, Kremnička, Eslovaquia  |                                      |
|                                |            | Reporte |             | Árbitro(s): Tanja Subotič, Eslovenia | Árbitro(s): Tanja Subotič, Eslovenia |

### Ranking de los mejores segundos
Para determinar los cinco mejores segundos de la primera fase de clasificación, solo los resultados contra los equipos ganadores y los terceros de cada grupo se cuentan y se siguen cuando se aplican los criterios:
1. Mayor número de puntos obtenidos en esos partidos
2. Superior diferencia de goles de esos partidos
3. Mayor número de goles marcados en esos partidos
4. Conducta "fair play" de los equipos en cada partido de grupo en la primera fase de clasificación
5. Sorteo

| Equipo     | Pts | PJ | PG | PE | PP | GF | GC | Dif |
| ---------- | --- | -- | -- | -- | -- | -- | -- | --- |
| Austria    | 4   | 2  | 1  | 1  | 0  | 6  | 3  | +2  |
| Bélgica    | 3   | 2  | 1  | 0  | 1  | 10 | 2  | +8  |
| Italia     | 3   | 2  | 1  | 0  | 1  | 4  | 2  | +2  |
| Finlandia  | 3   | 2  | 1  | 0  | 1  | 4  | 2  | +2  |
| Polonia    | 3   | 2  | 1  | 0  | 1  | 4  | 3  | +1  |
| Islandia   | 3   | 2  | 1  | 0  | 1  | 3  | 2  | +1  |
| Turquía    | 3   | 2  | 1  | 0  | 1  | 3  | 5  | –2  |
| Serbia     | 3   | 2  | 1  | 0  | 1  | 3  | 8  | –5  |
| Rusia      | 3   | 2  | 1  | 0  | 1  | 3  | 8  | –5  |
| Montenegro | 3   | 2  | 1  | 0  | 1  | 1  | 15 | –14 |
| Hungría    | 1   | 2  | 0  | 1  | 1  | 3  | 8  | –5  |

## Segunda fase de clasificación
Los diez campeones de grupo y los cinco mejores segundos de la primera fase jugaron la segunda fase de clasificación.  Los cuatro campeones de grupo avanzaron a la fase final. La segunda fase de clasificación se jugó del 7 de marzo de 2012 al 14 de mayo de 2013.
El sorteo se realizó el 20 de noviembre de 2012 en Nyon, Suiza. 
El país de los equipos en cursiva fue sede del grupo.

### Grupo 1
| Equipo       | Pts | PJ | PG | PE | PP | GF | GC | Dif |
| ------------ | --- | -- | -- | -- | -- | -- | -- | --- |
| Bélgica      | 5   | 3  | 1  | 2  | 0  | 4  | 1  | 3   |
| Dinamarca    | 5   | 3  | 1  | 2  | 0  | 5  | 4  | 1   |
| Alemania     | 4   | 3  | 1  | 1  | 1  | 6  | 3  | 3   |
| Países Bajos | 1   | 3  | 0  | 1  | 2  | 3  | 10 | -7  |

| 7 de marzo de 2013, 16:00 | Dinamarca | 1:1     | Bélgica | KVV Thes Sport, Tessenderlo, Bélgica  |                                       |
|                           |           | Reporte |         | Árbitro(s): Marta Frias Acedo, España | Árbitro(s): Marta Frias Acedo, España |

| 7 de marzo de 2013, 19:00 | Países Bajos | 1:5     | Alemania | Mijnstadion, Beringen, Bélgica        |                                       |
|                           |              | Reporte |          | Árbitro(s): Sarah Garratt, Inglaterra | Árbitro(s): Sarah Garratt, Inglaterra |

| 9 de marzo de 2013, 16:00 | Alemania | 1:2     | Dinamarca | Eburons Dome Op De Keiberg, Tongeren, Bélgica |                                        |
|                           |          | Reporte |           | Árbitro(s): Ruzanna Petrosyan, Armenia        | Árbitro(s): Ruzanna Petrosyan, Armenia |

| 9 de marzo de 2013, 19:00 | Países Bajos | 0:3     | Bélgica | Mijnstadion, Beringen, Bélgica        |                                       |
|                           |              | Reporte |         | Árbitro(s): Marta Frias Acedo, España | Árbitro(s): Marta Frias Acedo, España |

| 3 de abril de 2013, 12:00 | Dinamarca | 2:2     | Países Bajos | Mijnstadion, Beringen, Bélgica        |                                       |
|                           |           | Reporte |              | Árbitro(s): Sarah Garratt, Inglaterra | Árbitro(s): Sarah Garratt, Inglaterra |

| 3 de abril de 2013, 12:00 | Bélgica | 0:0     | Alemania | Eburons Dome Op De Keiberg, Tongeren, Bélgica |                                        |
|                           |         | Reporte |          | Árbitro(s): Ruzanna Petrosyan, Armenia        | Árbitro(s): Ruzanna Petrosyan, Armenia |

### Grupo 2
| Equipo  | Pts | PJ | PG | PE | PP | GF | GC | Dif |
| ------- | --- | -- | -- | -- | -- | -- | -- | --- |
| Polonia | 7   | 3  | 2  | 1  | 0  | 6  | 2  | 4   |
| Austria | 4   | 3  | 1  | 1  | 1  | 5  | 4  | 1   |
| Noruega | 4   | 3  | 1  | 1  | 1  | 2  | 3  | -1  |
| Irlanda | 1   | 3  | 0  | 1  | 2  | 2  | 6  | -4  |

| 26 de marzo de 2013, 13:30 | República de Irlanda | 1:2     | Polonia | Stadt Sportanlage, St. Pölten, Austria |                                        |
|                            |                      | Reporte |         | Árbitro(s): Désirée Grundbacher, Suiza | Árbitro(s): Désirée Grundbacher, Suiza |

| 26 de marzo de 2013, 18:30 | Noruega | 2:0     | Austria | Wienerwaldstadion, Neulengbach, Austria |                                  |
|                            |         | Reporte |         | Árbitro(s): Sara Persson, Suecia        | Árbitro(s): Sara Persson, Suecia |

| 28 de marzo de 2013, 11:00 | Noruega | 0:3     | Polonia | Stadt Sportanlage, St. Pölten, Austria |                                        |
|                            |         | Reporte |         | Árbitro(s): Désirée Grundbacher, Suiza | Árbitro(s): Désirée Grundbacher, Suiza |

| 28 de marzo de 2013, 18:30 | Austria | 4:1     | República de Irlanda | Wienerwaldstadion, Neulengbach, Austria       |                                               |
|                            |         | Reporte |                      | Árbitro(s): Ivana Vlaić, Bosnia y Herzegovina | Árbitro(s): Ivana Vlaić, Bosnia y Herzegovina |

| 14 de abril de 2013, 14:00 | República de Irlanda | 0:0     | Noruega | Stadt Sportanlage, St. Pölten, Austria |                                  |
|                            |                      | Reporte |         | Árbitro(s): Sara Persson, Suecia       | Árbitro(s): Sara Persson, Suecia |

| 14 de abril de 2013, 14:00 | Polonia | 1:1     | Austria | Wienerwaldstadion, Neulengbach, Austria       |                                               |
|                            |         | Reporte |         | Árbitro(s): Ivana Vlaić, Bosnia y Herzegovina | Árbitro(s): Ivana Vlaić, Bosnia y Herzegovina |

### Grupo 3
| Equipo            | Pts | PJ | PG | PE | PP | GF | GC | Dif |
| ----------------- | --- | -- | -- | -- | -- | -- | -- | --- |
| España            | 7   | 3  | 2  | 1  | 0  | 6  | 1  | +5  |
| Francia           | 7   | 3  | 2  | 1  | 0  | 6  | 2  | +4  |
| Irlanda del Norte | 3   | 3  | 1  | 0  | 2  | 2  | 5  | -3  |
| Finlandia         | 0   | 3  | 0  | 0  | 3  | 0  | 6  | -6  |

| 24 de marzo de 2013, 16:00 | Francia | 3:1     | Irlanda del Norte | Stade du Merlo, Oullins, Francia   |                                    |
|                            |         | Reporte |                   | Árbitro(s): Sharon Sluyts, Bélgica | Árbitro(s): Sharon Sluyts, Bélgica |

| 24 de marzo de 2013, 18:00 | España | 3:0     | Finlandia | Stade Troussier, Décines, Francia   |                                     |
|                            |        | Reporte |           | Árbitro(s): Budimir Mladin, Croacia | Árbitro(s): Budimir Mladin, Croacia |

| 26 de marzo de 2013, 16:00 | Francia | 2:0     | Finlandia | Stade du Merlo, Oullins, Francia    |                                     |
|                            |         | Reporte |           | Árbitro(s): Budimir Mladin, Croacia | Árbitro(s): Budimir Mladin, Croacia |

| 26 de marzo de 2013, 18:00 | Irlanda del Norte | 0:2     | España | Stade Troussier, Décines, Francia      |                                        |
|                            |                   | Reporte |        | Árbitro(s): Evgenia Kaskantiri, Grecia | Árbitro(s): Evgenia Kaskantiri, Grecia |

| 29 de marzo de 2013, 16:00 | España | 1:1     | Francia | Stade Troussier, Décines, Francia  |                                    |
|                            |        | Reporte |         | Árbitro(s): Sharon Sluyts, Bélgica | Árbitro(s): Sharon Sluyts, Bélgica |

| 29 de marzo de 2013, 16:00 | Finlandia | 0:1     | Irlanda del Norte | Stade du Merlo, Oullins, Francia       |                                        |
|                            |           | Reporte |                   | Árbitro(s): Evgenia Kaskantiri, Grecia | Árbitro(s): Evgenia Kaskantiri, Grecia |

### Grupo 4
| Equipo          | Pts | PJ | PG | PE | PP | GF | GC | Dif |
| --------------- | --- | -- | -- | -- | -- | -- | -- | --- |
| Suecia          | 6   | 3  | 2  | 0  | 1  | 3  | 2  | 1   |
| República Checa | 4   | 3  | 1  | 1  | 1  | 5  | 4  | 1   |
| Italia          | 4   | 3  | 1  | 1  | 1  | 4  | 4  | 0   |
| Suiza           | 3   | 3  | 1  | 0  | 2  | 2  | 4  | -2  |

| 9 de abril de 2013, 13:00 | Suiza | 0:1     | Suecia | Mestsky stadion, Slany, República Checa |                                         |
|                           |       | Reporte |        | Árbitro(s): Florence Guillemin, Francia | Árbitro(s): Florence Guillemin, Francia |

| 9 de abril de 2013, 16:00 | República Checa | 2:2     | Italia | SK Roudnice nad Labem, Roudnice, República Checa |                                                |
|                           |                 | Reporte |        | Árbitro(s): Tania Fernandes Morais, Luxemburgo   | Árbitro(s): Tania Fernandes Morais, Luxemburgo |

| 11 de abril de 2013, 13:00 | Suecia | 2:1     | República Checa | SK Roudnice nad Labem, Roudnice, República Checa |                                          |
|                            |        | Reporte |                 | Árbitro(s): Vivian Peeters, Países Bajos         | Árbitro(s): Vivian Peeters, Países Bajos |

| 11 de abril de 2013, 16:00 | Suiza | 2:1     | Italia | Stadion Prosek, Praga, República Checa         |                                                |
|                            |       | Reporte |        | Árbitro(s): Tania Fernandes Morais, Luxemburgo | Árbitro(s): Tania Fernandes Morais, Luxemburgo |

| 14 de abril de 2013, 16:00 | República Checa | 2:0     | Suiza | Mestsky stadion, Slany, República Checa |                                         |
|                            |                 | Reporte |       | Árbitro(s): Florence Guillemin, Francia | Árbitro(s): Florence Guillemin, Francia |

| 14 de abril de 2013, 16:00 | Italia | 1:0     | Suecia | Stadion Prosek, Praga, República Checa   |                                          |
|                            |        | Reporte |        | Árbitro(s): Vivian Peeters, Países Bajos | Árbitro(s): Vivian Peeters, Países Bajos |

## Fase Final
Las ganadoras de los cuatro grupos anteriores acceden a la etapa de semifinales. Jugaron en el Centre Sportif de Colovray, Nyon, Suiza.
|  | Semifinales                                 | Semifinales                                 |   |                                             | Final                                       | Final |  |
|  |                                             |                                             |   |                                             |                                             |       |  |
|  |                                             |                                             |   |                                             |                                             |       |  |
|  | Colovray (Nyon), Suiza, 25 de junio de 2013 |                                             |   |                                             |                                             |       |  |
|  | Bélgica                                     | 1                                           |   |                                             |                                             |       |  |
|  | Polonia                                     | 3                                           |   |                                             |                                             |       |  |
|  |                                             |                                             |   |                                             |                                             |       |  |
|  |                                             |                                             |   |                                             | Colovray (Nyon), Suiza, 28 de junio de 2013 |       |  |
|  |                                             |                                             |   |                                             | Polonia                                     | 1     |  |
|  |                                             | Suecia                                      | 0 |                                             |                                             |       |  |
|  |                                             |                                             |   |                                             |                                             |       |  |
|  |                                             |                                             |   |                                             |                                             |       |  |
|  |                                             |                                             |   |                                             | Tercer lugar                                |       |  |
|  | Colovray (Nyon), Suiza, 25 de junio de 2013 | Colovray (Nyon), Suiza, 25 de junio de 2013 |   | Colovray (Nyon), Suiza, 28 de junio de 2013 | Colovray (Nyon), Suiza, 28 de junio de 2013 |       |  |
|  | España (p)                                  | 2 (4)                                       |   | Bélgica                                     | 0                                           |       |  |
|  | Suecia                                      | 2 (5)                                       |   |                                             | España                                      | 4     |  |

### Semifinales
| 25 de junio de 2013, 12:00 | Bélgica       | 1:3 | Polonia                           | Colovray Stadium, Nyon, Suiza       |                                     |
|                            | De Caigny 29' |     | Konat 25' · Dudek 43' · Pajor 67' | Árbitro(s): Vesna Budimir (Croacia) | Árbitro(s): Vesna Budimir (Croacia) |

| 25 de junio de 2013, 14:30 | España                                                   | 2:2 (4 – 5 p.)             | Suecia                                                               | Colovray Stadium, Nyon, Suiza                  |                                                |
|                            | García 26' · Torre 75'                                   |                            | Blackstenius 27' · Karlsson 62'                                      | Árbitro(s): Ivana Vlaić (Bosnia y Herzegovina) | Árbitro(s): Ivana Vlaić (Bosnia y Herzegovina) |
|                            |                                                          | Tiros desde el punto penal |                                                                      |                                                |                                                |
|                            | Perea · Torre · Caldentey · Guijarro · Sánchez · Garrote |                            | Andersson · Blackstenius · Strömberg · Angeldal · Björn · Holmgren · |                                                |                                                |

### Tercer Puesto
| 28 de junio de 2013, 12:00 | Bélgica | 0:4 | España                                                           | Colovray Stadium, Nyon, Suiza                  |                                                |
|                            |         |     | Baetens 21' (a.g.) · García 31' · Caldentey 40+2' · Guijarro 57' | Árbitro(s): Ivana Vlaić (Bosnia y Herzegovina) | Árbitro(s): Ivana Vlaić (Bosnia y Herzegovina) |

### Final
| 28 de junio de 2013, 14:30 | Polonia     | 1:0 | Suecia | Colovray Stadium, Nyon, Suiza       |                                     |
|                            | Kamczyk 15' |     |        | Árbitro(s): Vesna Budimir (Croacia) | Árbitro(s): Vesna Budimir (Croacia) |

| Bandera de Polonia |
| Campeón POLONIA    |
| Primer título      |